# 9967 Awanoyumi

9967 Awanoyumi

9967 Awanoyumi eller 1992 FV1 är en asteroid i huvudbältet som upptäcktes den 31 mars 1992 av de båda japanska astronomerna Kazuro Watanabe och Kin Endate vid Kitami-observatoriet. Den är uppkallad efter Yumi Awano.